# Boleslao I di Polonia
Boleslao I di Polonia, detto il Coraggioso o il Prode (in polacco Bolesław Chrobry; Poznań, 967 – Cracovia, 17 giugno 1025), è stato un sovrano della dinastia dei Piasti che regnò come duca dal 992 al 1025 e come re dal 1000, elevato da Ottone III, fino alla sua morte. Fu anche duca di Boemia dal 1003 al 1004 come Boleslao IV.
Era figlio di Miecislao I e della sua prima moglie, Dubrawka, principessa ceca.

## Biografia

### Unificazione del Paese
Dopo la morte di suo padre, avvenuta nel 992 circa, Boleslao riuscì nel tentativo di estromettere Oda, la seconda moglie del padre, e i suoi figli, riuscendo a riunire nuovamente la nazione. Nel 997 Boleslao inviò Adalberto di Praga in Prussia nel tentativo di convertire al cristianesimo quei popoli. In quel periodo prese possesso della Slesia e della Pomerania (con la sua città principale Danzica) e la Piccola Polonia (con la sua città principale Cracovia). Nel 999 annesse l'attuale Moravia e nel 1000, o 1001, la Slovacchia. Il progetto di riunire tutte le terre slave occidentali in una nazione unita sotto la bandiera della cristianità sembrava concretizzarsi.

### Frater et Cooperator Imperii

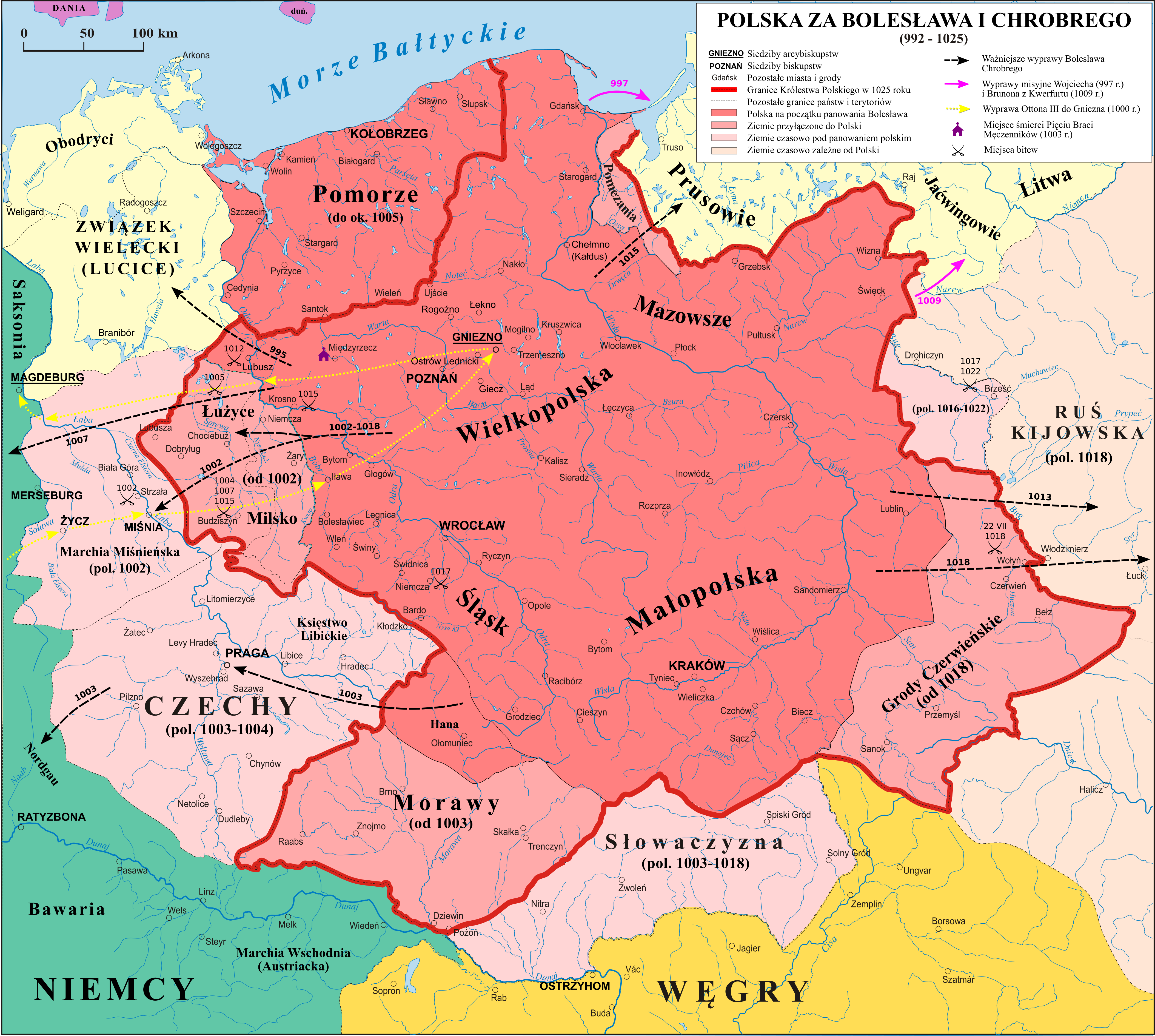
La Polonia durante il regno di Boleslao

Nel 1000, durante un pellegrinaggio alla tomba di Sant'Adalberto a Gniezno, l'imperatore Ottone III investì Boleslao con il titolo di Frater et Cooperator Imperii. Durante la stessa visita Ottone III accettò la consacrazione ad Arcivescovato della città di Gniezno.
Dopo la prematura morte di Ottone III nel 1002 all'età di 22 anni, Boleslao conquistò il distretto di Meißen e la Lusazia, nel tentativo di annettersi più territori possibile durante le dispute per la successione al trono imperiale; sia lui che suo padre supportarono prima Enrico il Litigioso contro Ottone, quindi accettarono l'ascensione al trono di Enrico II di Germania, il primogenito di Enrico.
Boleslao conquistò e si proclamò duca di Boemia e Moravia nel 1003-1004; sconfisse i Ruteni e assaltò Kiev nel 1018, annettendo le Fortezze Rosse (Grody Czerwienskie), dopo indicate come la Rutenia Rossa, decretando il vassallaggio del principe Sviatopolk. Le guerre intermittenti con la Germania ebbero fine con la pace di Bautzen (Budziszyn nel 1018, che decretò l'annessione dei Meißen e Lusazia alla Polonia).
L'imperatore Enrico II obbligò Boleslao a sottoscrivere un'alleanza per le terre possedute come vassallo. Dopo la morte di Enrico nel 1024, Boleslao viene ricompensato dal papa per la sua politica ecclesiastica (favorevole alla cristianizzazione del paese attraverso il sostegno dei missionari) con l'innalzamento del principato di Polonia al rango di regno (1025).
Il figlio di Boleslao, Miecislao II si autoproclamò re immediatamente dopo la morte di suo padre.
Boleslao inviò un'armata per aiutare il suo amico Canuto nella sua conquista dell'Inghilterra. Egli inoltre aiutò Eric il Vittorioso contro Sweyn Barbaforcuta nella sua conquista della Danimarca.

## L'influenza del regno di Boleslao nella storia polacca
Boleslao fu il primo re di Polonia. Inizia con lui, infatti, il regno di Polonia, nonostante alcuni dei re polacchi prima del 1295 non ricevessero alcuna corona. Dopo la cristianizzazione della regione avviata dal padre, fu il primo re polacco ad essere cristiano e battezzato alla nascita. Fondò la provincia polacca indipendente rendendola potente in Europa. Egli fu il primo ad unificare le province tradizionalmente indicate come polacche: la Grande Polonia, la Piccola Polonia, la Masovia, la Slesia e la Pomerania. Per le popolazioni della Lusazia divenne eroe nazionale.
Inoltre aiutò a rendere famosa la canzone popolare Sto Lat, un canto tradizionale polacco che viene intonato per augurare buona salute e lunga vita.

## Matrimoni e discendenza
Boleslao I si sposò quattro volte.

### Primo matrimonio
Nel 984 sposò una figlia (nome non noto, forse si chiamava Oda) di Rikdag, margravio di Meißen. Venne ripudiata quando morì il padre, in quanto ormai questa unione aveva perso la sua importanza politica; da lei ebbe:
- una figlia di nome ignoto (c.a. 985 – dopo il 997), andata sposa ad un principe della Pomerania.

### Secondo matrimonio
Ripudiata la figlia di Rikdag, Boleslao sposò nel 986 una non meglio identificata principessa ungherese di nome Giuditta, dalla quale ebbe:
- Bezprym (ca. 986 – 1032), che fu duca di Polonia fra il 1031 ed il 1032.

### Terzo matrimonio
Peggiorate le relazioni con l'Ungheria, Giuditta fu ripudiata tra il 987 ed il 989 e Boleslao sposò la principessa slava Emnilda di Lusazia (970/975 – 1017), figlia del principe Dobromir. Da Emnilda Boleslao ebbe:
- una figlia (988 – dopo il 1013), divenuta suora;
- Reglindis (989 – dopo il 1014), andata sposa il 30 aprile 1002 ad Ermanno I, margravio di Meißen (980 – 1038), eletto conte di Bauzen nel 1003 e nel 1009 margravio di Meißen;
- Miecislao (990 – 1034), re di Polonia con il nome di Miecislao II dal 1025 al 1031;
- una figlia (ca. 991 – 1018), andata sposa nel 1015 a Sviatopolk I di Kiev (984–1019), principe della Rus' di Kiev;
- Ottone (1000 – 1033), membro polacco della dinastia dei Piasti.

### Quarto matrimonio
Vedovo di Emnilda, Boleslao sposò nel 1018 Oda di Meißen, figlia di Eccardo I di Meißen e della moglie Suanhilde (†1014); da Oda Boleslao ebbe:
- Matilde (dopo il 1018 – dopo il 1036), fidanzata (o andata sposa) il 18 maggio 1035 a Ottone di Schweinfurt, duca di Svevia dal 1048.

## Ascendenza
|                        |                       |                     | Genitori |  |  | Nonni |  |  | Bisnonni |  |  | Trisnonni |  |
|                        |                       |                     |          |  |  |       |  |  | Lestek   |  |  | Siemowit  |  |
|                        |                       |                     |          |  |  |       |  |  | Lestek   |  |  | Siemowit  |  |
|                        |                       | …                   |          |  |  |       |  |  | Lestek   |  |  |           |  |
| Siemomysł              |                       |                     |          |  |  |       |  |  | Lestek   |  |  |           |  |
|                        |                       | …                   | …        |  |  |       |  |  |          |  |  |           |  |
|                        |                       | …                   | …        |  |  |       |  |  |          |  |  |           |  |
|                        |                       | …                   | …        |  |  |       |  |  |          |  |  |           |  |
| Miecislao I di Polonia |                       | …                   |          |  |  |       |  |  |          |  |  |           |  |
|                        |                       | …                   | …        |  |  |       |  |  |          |  |  |           |  |
|                        |                       | …                   | …        |  |  |       |  |  |          |  |  |           |  |
|                        |                       | …                   | …        |  |  |       |  |  |          |  |  |           |  |
| …                      |                       | …                   |          |  |  |       |  |  |          |  |  |           |  |
|                        |                       | …                   | …        |  |  |       |  |  |          |  |  |           |  |
|                        |                       | …                   | …        |  |  |       |  |  |          |  |  |           |  |
|                        |                       | …                   | …        |  |  |       |  |  |          |  |  |           |  |
| Boleslao I di Polonia  |                       | …                   |          |  |  |       |  |  |          |  |  |           |  |
|                        | Vratislao I di Boemia | Bořivoj I di Boemia |          |  |  |       |  |  |          |  |  |           |  |
|                        | Vratislao I di Boemia | Bořivoj I di Boemia |          |  |  |       |  |  |          |  |  |           |  |
|                        | Vratislao I di Boemia | Ludmilla di Boemia  |          |  |  |       |  |  |          |  |  |           |  |
| Boleslao I di Boemia   | Vratislao I di Boemia |                     |          |  |  |       |  |  |          |  |  |           |  |
|                        |                       | Drahomira di Boemia | …        |  |  |       |  |  |          |  |  |           |  |
|                        |                       | Drahomira di Boemia | …        |  |  |       |  |  |          |  |  |           |  |
|                        |                       | Drahomira di Boemia | …        |  |  |       |  |  |          |  |  |           |  |
| Dubrawka               |                       | Drahomira di Boemia |          |  |  |       |  |  |          |  |  |           |  |
|                        |                       | …                   | …        |  |  |       |  |  |          |  |  |           |  |
|                        |                       | …                   | …        |  |  |       |  |  |          |  |  |           |  |
|                        |                       | …                   | …        |  |  |       |  |  |          |  |  |           |  |
| Biagota                |                       | …                   |          |  |  |       |  |  |          |  |  |           |  |
|                        |                       | …                   | …        |  |  |       |  |  |          |  |  |           |  |
|                        |                       | …                   | …        |  |  |       |  |  |          |  |  |           |  |
|                        |                       | …                   | …        |  |  |       |  |  |          |  |  |           |  |
|                        |                       | …                   |          |  |  |       |  |  |          |  |  |           |  |